# 恵子のいーぐする民謡
恵子のいーぐする民謡（けいこのいーぐするみんよう）は、東北放送で放送されているラジオ番組。表向き民謡を中心とした音楽番組であるが、庄司恵子による仙台弁まるだしのディスクジョッキーとも言える。
番組タイトルは、「恵子とかすみのいーぐする民謡」（けいことかすみのいーぐするみんよう）を経て、2022年4月時点では、「恵子とKASUMIのいーぐする民謡」（けいことかすみのいーぐするみんよう）のタイトルで放送されている。

## 放送時間
毎週日曜7:40-8:00(JST、以下略)
- 番組開始から2007年3月までは日曜11:05-11:25に放送されていた。
- 2007年4月から2011年3月は土曜17:25 - 17:45。楽天イーグルス戦中継が14時以降放送開始のときは時間移動し（主に土曜13:30 - ）、13時放送開始のときは最大延長がこの番組の開始時刻である17:25に設定され、基本的に放送が休止することはなかった。
- 2011年4月以降、日曜12:10-12:30に放送されていた時期があった。

## 出演者
- 庄司恵子：宮城県を中心に活躍するベテラン民謡歌手。
- KASUMI（たらさわかすみ）：森久子流たらさわかすみ津軽手踊り会指導。庄司の実娘。

## テーマ曲
『いーぐする音頭』（唄：庄司恵子）
2005年プロ野球に新規参入した宮城県を本拠地とする球団名の略称「イーグルス」を庄司が「いーぐする」（仙台弁で「良くする」の意）と聞き違え勘違いしたことがきっかけでできた曲。現在の番組名「恵子のいーぐする民謡」の由来もこれにちなんでいる。

## 前身の番組
庄司は永年にわたりレギュラー番組を持っている。
- 「おもしろラジオ　おばんでーす」（1986年4月-9月）：木曜日担当、庄司と彼女の親友の民謡歌手、小野くみ子のコンビ。
- 「サンサンサンデーうわさの教室」（1986年10月-1998年9月）：庄司、小野に当時フリーアナウンサーだった今野東が加わる。
- 「読み隊○曜日」（1998年10月-2000年3月）：○には放送枠の移動に伴い、日曜日→月曜日→日曜日、と変わった。
- 「恵子の民謡っていいんでば〜」（2000年4月-2006年3月）：「いーぐする民謡」の直接の前番組で庄司のワンマンDJ。